# Marc Bartra
Marc Bartra Aregall (Sant Jaume dels Domenys, Tarragona, 15 de enero de 1991) es un futbolista español que juega como defensa en el Real Betis Balompié de la Primera División de España.
Ha sido internacional absoluto con la selección española. Previamente, con las categorías inferiores de la selección nacional, se proclamó subcampeón de Europa sub-19 en 2010 y campeón de Europa sub-21 en 2013.

## Trayectoria

### Barcelona

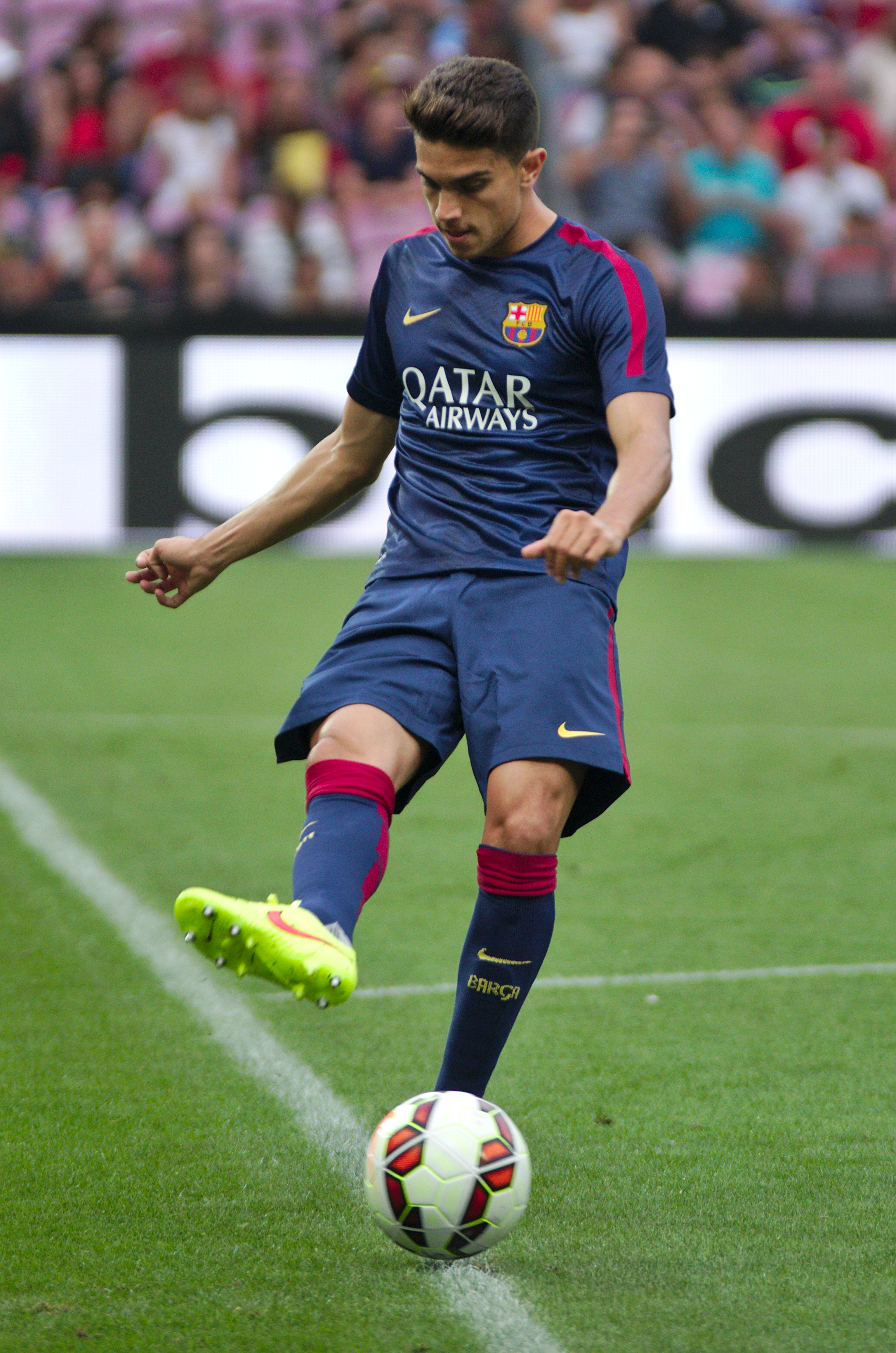
Bartra en 2014, jugando por el FC Barcelona.

Después de su paso por el Espanyol (temporada 2001-02), entró en la Masía en el 2002, a la edad de 11 años.
El 14 de febrero de 2010, siendo jugador del Barcelona B, Pep Guardiola le hizo debutar en Primera División contra el Atlético de Madrid. El 7 de diciembre de 2010 debutó en Liga de Campeones en una victoria por 2 a 0 ante el Rubin Kazan. En la última jornada de la Liga 2010-11 (en el cual el F. C. Barcelona fue campeón) marcó, de cabeza, su primer gol con el club blaugrana, que supuso el 3-1 final contra el Málaga CF.
En noviembre de 2012, Bartra fue premiado como el mejor defensa de la temporada 2011-12 de Segunda División. Para la temporada 2012-2013, Marc promocionó definitivamente al primer equipo de la mano de Tito Vilanova.
El 18 de marzo de 2014, renovó con el Barcelona hasta junio de 2017, con una cláusula de rescisión de 25 millones de euros. El 16 de abril de 2014 marcó el único gol del equipo en la final de Copa del Rey ante el Real Madrid que después perdieron (1-2). El 6 de marzo de 2016 disputó su partido número cien con el equipo catalán en una victoria por 0 a 4 ante la S. D. Eibar.

### Borussia Dortmund
El 3 de junio de 2016 se confirmó su fichaje por el Borussia de Dortmund de la Bundesliga alemana, tras hacer efectivo el pago de su cláusula de 8 millones de euros.
Durante su permanencia en Dortmund, resultó herido el 11 de abril de 2017 en el ataque al autobús del Borussia que le trasladaba a su estadio para disputar el partido de ida de cuartos de final de la Liga de Campeones de la UEFA 2016-17 contra el Mónaco. Como resultado del incidente, el encuentro fue suspendido hasta el día siguiente. Bartra fue operado esa misma noche de la muñeca. El 27 de mayo de 2017 ganó su primer título con el club alemán al vencer 1-2 al Eintracht Fráncfort en la final de la Copa alemana.

### Real Betis Balompié
En la ventana invernal de fichajes de enero de 2018 firmó con el club verdiblanco hasta junio de 2023 con un precio de traspaso de 10,5 millones de euros. Anotó su primer gol con el conjunto bético el 12 de mayo de ese mismo año en el derbi sevillano correspondiente a la penúltima jornada del campeonato. En total estuvo cuatro temporadas y media en las que marcó siete goles en 146 encuentros.

#### Paso por Turquía
El 14 de agosto de 2022 el conjunto verdiblanco anunció que había llegado a un acuerdo con el Trabzonspor para su traspaso. Firmó por tres temporadas, pero al inicio de la segunda rescindió su contrato.

#### Regreso
El 24 de julio de 2023 se hizo oficial su vuelta al club con un contrato de un año. Durante el mismo apenas pudo jugar debido a una lesión que sufrió en octubre en el tendón de Aquiles. A pesar de ello, una vez finalizó la temporada renovó hasta junio de 2025. Dos meses antes de esa fecha volvió a extender su vinculación, esta vez hasta 2027.

## Selección nacional

### Categorías inferiores
La trayectoria de Bartra como internacional, comenzó en las categorías inferiores de España, con las que disputó un total de 37 encuentros y anotó 2 goles. Disputó con la selección sub-19, el Europeo de 2010 disputado en la región francesa de la Baja Normandía, concluyendo subcampeones tras caer derrotados en la final ante la anfitriona Francia por 2-1. En julio de 2011, capitaneó a la selección sub-20 en el Mundial de 2011.
En 2013 el seleccionador de la sub-21 Julen Lopetegui, lo convocó para el Europeo de 2013 disputado en Israel. Bartra disputó todos los partidos de titular y España se proclamó campeona, al imponerse en la final a Italia por 4-2.

### Selección absoluta
Debutó con la selección absoluta, el 16 de noviembre de 2013, en un amistoso ante Guinea Ecuatorial con el dorsal 10, pero este partido fue anulado por la FIFA. De esta manera, su debut oficial se retrasó hasta el 8 de septiembre de 2014 ante Macedonia en partido de clasificación para la Eurocopa. Desde el inicio de la temporada 2014-15, a pesar de no ser titular en el F. C. Barcelona, se convirtió en un fijo en las convocatorias de Vicente del Bosque, formando parte de la selección que disputó la Eurocopa 2016.

#### Goles internacionales
| N.º | Fecha                 | Estadio                            | Rival | Gol | Resultado | Competición |
| --- | --------------------- | ---------------------------------- | ----- | --- | --------- | ----------- |
| 1   | 11 de octubre de 2018 | Millennium Stadium, Cardiff, Gales | Gales | 0-4 | 1-4       | Amistoso    |

## Estadísticas

### Clubes
- Actualizado hasta el 18 de agosto de 2025.

| Club                         | Div.          | Temporada     | Liga  | Liga  | Copas nacionales | Copas nacionales | Copas internacionales | Copas internacionales | Total | Total |
| Club                         | Div.          | Temporada     | Part. | Goles | Part.            | Goles            | Part.                 | Goles                 | Part. | Goles |
| ---------------------------- | ------------- | ------------- | ----- | ----- | ---------------- | ---------------- | --------------------- | --------------------- | ----- | ----- |
| F. C. Barcelona "B" · España | 2.ª B         | 2009-10       | 30    | 1     | —                | —                | —                     | —                     | 30    | 1     |
| F. C. Barcelona "B" · España | 2.ª           | 2010-11       | 28    | 1     | —                | —                | —                     | —                     | 28    | 1     |
| F. C. Barcelona "B" · España | 2.ª           | 2011-12       | 23    | 0     | —                | —                | —                     | —                     | 23    | 0     |
| F. C. Barcelona "B" · España | Total club    | Total club    | 81    | 2     | —                | —                | —                     | —                     | 81    | 2     |
| F. C. Barcelona · España     | 1.ª           | 2009-10       | 1     | 0     | 0                | 0                | 0                     | 0                     | 1     | 0     |
| F. C. Barcelona · España     | 1.ª           | 2010-11       | 2     | 1     | 2                | 0                | 1                     | 0                     | 5     | 1     |
| F. C. Barcelona · España     | 1.ª           | 2011-12       | 1     | 0     | 0                | 0                | 1                     | 0                     | 2     | 0     |
| F. C. Barcelona · España     | 1.ª           | 2012-13       | 8     | 0     | 2                | 0                | 6                     | 0                     | 16    | 0     |
| F. C. Barcelona · España     | 1.ª           | 2013-14       | 20    | 1     | 6                | 1                | 4                     | 0                     | 30    | 2     |
| F. C. Barcelona · España     | 1.ª           | 2014-15       | 14    | 1     | 5                | 0                | 6                     | 0                     | 25    | 1     |
| F. C. Barcelona · España     | 1.ª           | 2015-16       | 13    | 2     | 6                | 0                | 5                     | 0                     | 24    | 2     |
| F. C. Barcelona · España     | Total club    | Total club    | 59    | 5     | 21               | 1                | 23                    | 0                     | 103   | 6     |
| Borussia Dortmund · Alemania | 1.ª           | 2016-17       | 19    | 0     | 5                | 0                | 7                     | 1                     | 31    | 1     |
| Borussia Dortmund · Alemania | 1.ª           | 2017-18       | 12    | 2     | 4                | 2                | 4                     | 0                     | 20    | 4     |
| Borussia Dortmund · Alemania | Total club    | Total club    | 31    | 2     | 9                | 2                | 11                    | 1                     | 51    | 5     |
| Real Betis Balompié · España | 1.ª           | 2017-18       | 16    | 1     | 0                | 0                | —                     | —                     | 16    | 1     |
| Real Betis Balompié · España | 1.ª           | 2018-19       | 33    | 1     | 7                | 0                | 6                     | 0                     | 46    | 1     |
| Real Betis Balompié · España | 1.ª           | 2019-20       | 30    | 3     | 3                | 0                | —                     | —                     | 33    | 3     |
| Real Betis Balompié · España | 1.ª           | 2020-21       | 19    | 0     | 0                | 0                | —                     | —                     | 19    | 0     |
| Real Betis Balompié · España | 1.ª           | 2021-22       | 23    | 1     | 5                | 1                | 4                     | 0                     | 32    | 2     |
| Trabzonspor Turquía          | 1.ª           | 2022-23       | 29    | 4     | 1                | 0                | 10                    | 0                     | 40    | 4     |
| Trabzonspor Turquía          | Total club    | Total club    | 29    | 4     | 1                | 0                | 10                    | 0                     | 40    | 4     |
| Real Betis Balompié · España | 1.ª           | 2023-24       | 3     | 0     | 0                | 0                | 1                     | 0                     | 4     | 0     |
| Real Betis Balompié · España | 1.ª           | 2024-25       | 25    | 2     | 2                | 1                | 10                    | 0                     | 37    | 3     |
| Real Betis Balompié · España | 1.ª           | 2025-26       | 1     | 0     | 0                | 0                | 0                     | 0                     | 1     | 0     |
| Real Betis Balompié · España | Total club    | Total club    | 150   | 8     | 17               | 2                | 21                    | 0                     | 188   | 10    |
| Total carrera                | Total carrera | Total carrera | 350   | 21    | 48               | 5                | 65                    | 1                     | 463   | 27    |

## Palmarés

### Campeonatos nacionales
| Título              | Club                | País     | Año  |
| ------------------- | ------------------- | -------- | ---- |
| Liga de España      | F. C. Barcelona     | España   | 2010 |
| Liga de España      | F. C. Barcelona     | España   | 2011 |
| Liga de España      | F. C. Barcelona     | España   | 2013 |
| Supercopa de España | F. C. Barcelona     | España   | 2013 |
| Liga de España      | F. C. Barcelona     | España   | 2015 |
| Copa del Rey        | F. C. Barcelona     | España   | 2015 |
| Liga de España      | F. C. Barcelona     | España   | 2016 |
| Copa del Rey        | F. C. Barcelona     | España   | 2016 |
| Copa de Alemania    | Borussia Dortmund   | Alemania | 2017 |
| Copa del Rey        | Real Betis Balompié | España   | 2022 |

### Campeonatos internacionales
| Título                       | Club            | Sede    | Año  |
| ---------------------------- | --------------- | ------- | ---- |
| Liga de Campeones de la UEFA | F. C. Barcelona | Londres | 2011 |
| Liga de Campeones de la UEFA | F. C. Barcelona | Berlín  | 2015 |
| Supercopa de Europa          | F. C. Barcelona | Tiflis  | 2015 |
| Mundial de Clubes            | F. C. Barcelona | Japón   | 2015 |

## Vida personal
Es hijo de Montse Aregall y Josep Bartra. Además, tiene un hermano mellizo llamado Èric. En 2014, comenzó a salir con la periodista deportiva de Telecinco, Melissa Jiménez. El 10 de marzo de 2015 anunciaron que estaban esperando su primera hija. El 18 de agosto de 2015, nació su hija Gala Bartra Jiménez.
En octubre de 2016 anunció junto a su pareja Melissa su compromiso. 
El 18 de junio de 2017 contrajo matrimonio con Melissa, tras 3 años de relación. Meses después de su matrimonio con Melissa, el día de Nochebuena, anunció que esperaban su segunda hija. El 25 de abril de 2018, nació en Sevilla su segunda hija, Abril Bartra Jiménez. En mayo de 2019, anuncian a través de su cuenta de Instagram que van a ser padres por tercera vez y de un niño. Su tercer hijo, Max, nació el 24 de octubre de 2019. En enero de 2022 anunciaron que llevaban vidas separadas desde hacía meses y que estaban en proceso de separación.